# Districte de Huye
El districte de Huye és un akarere (districte) de la província del Sud, a Ruanda. La seva capital és Butare.

## Geografia i turisme
El districte de Huye és la seu de la Universitat Nacional de Ruanda, la universitat més antiga del país.
El Museu Nacional de Ruanda que alberga el patrimoni cultural i històric de Ruanda també es troba al districte. El museu alberga algunes de les restes dels últims reis ruandesos coneguts envoltats d'algunes de les eines més antigues i el maquinari tradicional.

## Sectors
El districte de Huye està dividit en 14 sectors (imirenge): Gishamvu, Karama, Kigoma, Kinazi, Maraba, Mbazi, Mukura, Ngoma, Ruhashya, Huye, Rusatira, Rwaniro, Simbi i Tumba.